# Tokomairaro River
Der Tokomairaro River ist ein Fluss in der Region Otago auf der Südinsel von Neuseeland.

## Geographie
Der Tokomairaro River entsteht durch den Zusammenfluss des Tokomairiro River West Branch mit dem Tokomairiro River East Branch direkt südlich angrenzend an Milton.
- Tokomairiro River West Branch, 42 km Länge, Quelle: 45° 57′ 30″ S, 169° 54′ 30″ O
- Tokomairiro River East Branch, 32 km Länge, Quelle: 45° 57′ 21″ S, 169° 57′ 2″ O

Von dem Zusammenfluss aus bewegt sich der Fluss mäanderförmig, auch durch einige kleine Feuchtgebiete in südsüdöstlich bis südöstlich Richtung und mündet nach insgesamt 20,7 km Flussverlauf rund 350 m nordöstlich der keinen Siedlung Toko Mouth in den Pazifischen Ozean.
Der Tokomairaro River entwässert mit seinen Zuflüssen ein Gebiet von 398 km².

## Tokomairiro River West Branch
Der Tokomairiro River West Branch entspringt im Berwick Forest rund 10 km südsüdwestlich dem südlichsten Ende des Lake Mahinerangi und rund 7,9 km südwestlich der Waipori Falls. Von dort aus fließt der Fluss über rund zweidritte seiner Länge in südsüdwestliche Richtung, um dann in einem sehr weiten Bogen für den Rest bis zu seinem Zusammenfluss mit dem Tokomairiro River East Branch eine östliche Richtung einzuschlagen.

## Tokomairiro River East Branch
Der Tokomairiro River East Branch entspringt im Berwick Forest rund 6 km südsüdwestlich der Waipori Falls. Von dort fließt der Fluss in großen und kleine Schleifen teilweise mäanderförmig bevorzugt in südliche Richtung, bis er nach insgesamt 32 km Flussverlauf zusammen mit dem Tokomairiro River West Branch den Tokomairaro River bildet.